# Laura de la Uz
Laura de la Uz (l'Havana, Cuba, 1970) és una actriu de teatre, cinema i televisió.

## Síntesi biogràfica
Polifacètica actriu cubana, amb un ampli recorregut professional en teatre, cinema i televisió. Avui és considerada una de les actrius fonamentals de Cuba comptant amb un unànime reconeixement de la crítica i el públic.
Graduada a l'Escola Nacional d'Instructors de Teatre de l'Havana en 1992 (especialitzant-se en actuació, direcció i pedagogia), però el seu debut al cinema es va produir sent encara estudiant, en 1990, quan va protagonitzar el film Hello Hemingway dirigit per Fernando Pérez, pel qual va obtenir el Premi Coral a la millor actuació femenina al XII Festival Internacional del Nou Cinema Llatinoamericà de l'Havana.
A partir d'aquesta data ha desenvolupat una brillant carrera que abasta tant el cinema com el teatre i la televisió. Les seves actuacions en clàssics del teatre cubà com Electra Garrigó o La boda i a serials com Blanco y Negro ¡No! i ¡Oh, La Habana! an ser molt elogiades pel públic cubà i la crítica.
En el 2000 es va graduar com a comediant internacional a l'Escola Internacional del Gest i la Imatge "La Mancha" de Santiago de Xile, especialitzant-se en moviment, manyaga, màscares, pantomima blanca, tira còmica, comèdia de l'art, melodrama, cor, tragèdia, bufó i clown.
En el 2001 dirigeix l'obra Mentita´s bar amb la companyia de teatre “La Sombra”, de Santiago de Xile. En 2014 escriu i dirigeix l'obra Reality Show de Laura de la Uz, representada en tres sessions úniques al Teatro Mella de l'Havana a l'octubre i desembre de 2014.
Al llarg de la seva carrera ha obtingut importants premis i reconeixements. És l'única actriu que ha guanyat en dues ocasions el Premi Coral a Millor Actriu del Festival de Cinema de l'Havana. També ostenta dues nominacions a Millor Actriu en els Premis Platino de Cinema.

## Filmografia

### Cinema
- Hello Hemingway (1990) Dir. Fernando Pérez
- Ellos también comieron chocolate suizo (curtmetratge, 1991) Dir. Manuel Marcel
- Una pistola de verdad (curtmetratge, 1992) Dir. Eduardo de la Torre
- Historia de un amor adolescente (curtmetratge, 1992) Dir. Juanita Medina
- Madagascar (1993) Dir. Fernando Pérez
- Amores (1994) Dir. José Sanjurjo
- La muerte (curtmetratge, 1994). Dir. Gabriela Valentá
- Historias clandestinas de La Habana (1996) Dir. Diego Musik
- Siberia (2006) Dir. Renata Duque
- Divina desmesura (El Benny) (2006) Dir. Jorge Luis Sánchez
- Homo sapiens (curtmetratge, 2006) Dir. Eduardo del Llano
- Liberia (curtmetratge, 2007) Dir. Renata Duque
- El cuerno de la abundancia (2008) Dir. Juan Carlos Tabío
- La Habana, isla de la belleza (2008), de Nelson Navarro
- Los minutos, las horas (curtmetratge, 2009) Dir. Janaina Marques
- Boleto al Paraíso (2009) Dir. Gerardo Chijona
- Aché (curtmetratge, 2010) Dir. Eduardo del Llano
- Acorazado (2010) Dir. Álvaro Curiel
- Extravíos (2011) Dir. Alejandro Gil
- Y, sin embargo… (2012) Dir. Rudy Mora
- Amor crónico (2012) Dir. Jorge Perugorría
- Siete días en La Habana (2012) Dir. Benicio del Toro
- La película de Ana (2012) Dir Daniel Díaz-Torres
- Esther en alguna parte (2012) Dir. Gerardo Chijona
- Vestido de novia (2014) Dir Marylin Solaya
- Una historia con Cristo y Jesús, (curtmetratge, 2014) Dir. Oldren Romero
- La pared de las palabras (2014) Dir. Fernando Pérez
- Espejuelos oscuros (2015) Dir Jessica Rodríguez
- Yuli (2018) Dir Icíar Bollaín

### Televisió
- El naranjo del patio (1991) Dir. Xiomara Blanco
- La amada móvil (1992) Dir. Camilo Hernández.
- Konrad (1992) Dir. José Luis Yánez
- Pocholo y su pandilla (1992) Dir. Charlie Medina
- Blanco y Negro ¡No! (1993) Dir. Charlie Medina
- A lo mejor para el año que viene (telesèrie, 1996) Dir. Héctor Quintero
- Punto G (2004) Dir. Miguel Brito
- Oh! La Habana (telesèrie, 2006–2007) Dir. Charlie Medina
- En el corredor de la muerte (teleserie, 2019) Dir. Carlos Marqués-Marcet

### Teatre
- Mascarada Casal (1993) Dir. Armando Suárez Del Villar
- El Rey no ha muerto (1995) Dir. Allen Euclides.
- La boda (1997) Dir. Raúl Martín. Teatro de la Luna (Cuba)
- Mentita´s bar (2001). Dir. Laura de la Uz. Compañía La Sombra (Chile)
- Electra Garrigó (2006-2007) Dir. Raúl Martín. Teatro de la Luna (Cuba)
- Delirio habanero (2006-2012) Dir. Raúl Martín. Teatro de la Luna (Cuba)
- Heaven (2008-2011) Dir. Raúl Martín. Teatro de la Luna (Cuba)
- La Dama del Mar (2012) Dir. Raúl Martín. Teatro de la Luna (Cuba)
- El Reality Show de Laura de la Uz (2014) Dir. Laura de la Uz/Raúl Martín. Teatro Mella (Cuba)
- Cómo ser una estrella en Cuba y no morir en el intento (2014) Dir. Laura de la Uz (España/Cuba)
- Un Rayo Esperanza (2020)